# Zamasfes
Zamasfes (em grego medieval: Zamásphēs), Jamaspe, Zamaspe (em persa médio: 𐭩𐭠𐭬𐭠𐭮𐭯; romaniz.: yʾmʾsp ou zʾmʾsp; em persa: Jāmāsp, Zāmāsp), Jamasbe, Zamasbe ou Zamasfe (em árabe: Jāmāsb, Zāmāsb, Zāmāsf) foi um xá do Império Sassânida (em persa: ساسانیان). O seu reinado estendeu-se de 496 até 498/49. Foi antecedido e sucedido por Cavades I.